# Westfield Plaza Camino Real
Westfield Plaza Camino Real, anteriormente conocido como Plaza Camino Real, es un centro comercial en Carlsbad, California, operado por The Westfield Group. Sus tiendas anclas son JCPenney, Macy's (en dos ubicaciones) y Sears. Una tienda Robinsons-May cerró en 2006.
Westfield America, Inc., un precursor de The Westfield Group adquirió el centro comercial en 1994, y le cambió el nombre a "Westfield Shoppingtown Plaza Camino Real", quitándole el nombre de "Shoppingtown" en junio de 2005. 

## Tiendas anclas
- JCPenney (154,093 pies cuadrados)
- Macy's (152,000 pies cuadrados)
- Macy's Home (115,000 pies cuadrados)
- Sears (148,958 pies cuadrados)